# ات (بلژیک)
شهر ات (به فرانسوی: Ath) در شهرستان ات در استان انو در منطقه فدرال والوون در کشور بلژیک واقع شده‌است.